# Garaža (predstava)
Predstava Garaža Zdenka Mesarića u režiji Ivice Buljana kontroverzna je predstava Zagrebačkog kazališta mladih nastala u zlatnom razdoblju tog kazališta. 
Predstava je nastala prema istoimenom romanu Zdenka Mesarića, koji je dobio epitet najšokantnijega i najmučnijega hrvatskog romana. U predstavi se miješaju scene izrazitog nasilja, s obiteljskim prizorima koji su biblijski citati, do potpuno nadrealistički obojenih sekvenci o eutanazijskom turizmu. Uz glumce Zagrebačkog kazališta mladih u predstavi nastupa i TBF, popularna hrvatska grupa.
Predstava Garaža realizirana je kao hrvatsko-američka koprodukcija Zagrebačkog kazališta mladih i glasovitog newyorškoga teatra La MaMa u kojemu je i praizvedena u 28. siječnja 2010. godine. O uspjehu Garaže u New Yorku pisali su eminentni kazališni kritičari. Pišući za Time Out New kritičar Paul Menard ističe: "...nemojte da vas naziv ansambla zavara: u žarištu ove žestoke, nasilne predstave Zagrebačkog kazališta mladih ekstremna su boksačka nadmetanja, a batine ne dobivaju samo glumci, i publici nakon predstave treba malo vremena da se oporavi kad u kazalištu dobije ovaknu šaku u želudac.", dok kritičarka The Village Voicea Miriam Felton-Dansky piše: "...u fascinantnom svijetu ove rasne produkcije Zagrebačkog kazališta mladih hrvanje promiče u simboličnu sliku postkomunističkoga društva koje vrtoglavo ponire u nasilne dubine nepoznatih bespuća."
Hrvatska premijera dogodila se 13. veljače 2010. godine. Za razliku od američkih kritika, domaća kritika predstavi nije bila naklonjena pa je pišući za Jutarnji list kritičar Tomislav Čadež napisao: "… Uzalud sva fama iz Amerike, Garaža je slaba i besmislena… Ukratko, sat i dvadeset minuta teške gnjavaže.", a kritičarka Novog lista Nataša Govedić navodi: "...Dojam koji izaziva predstava neusporedivo je bliži površnom, gotovo navijačkom stereotipu o primitivnom šikljanju destruktivnih nagona, kako bivšu Jugoslaviju na filmskom platnu često orijentalizira Emir Kusturica, negoli tragici specifične ljudske sudbine.»
Predstava je ipak bila iznimno gledana, te rado pozivana na brojne festivale. Veliko iznenađenje za hrvatsku kazališnu zajednicu dogodilo se kada je predstava proglašena najboljom predstavom Gavellinih večeri 2010. godine. Taj događaj je pokazao da još uvijek postoji veliki nesrazmjer između kazališnih festivala, interesa publike i hrvatske kazališne kritike.
Svečana 50. izvedba odigrana je 20. listopada 2011. godine. 
Novi veliki uspjeh predstava je postigla gostovanjem u jednom od najprestižnijih kazališta današnjice - Schaubühne am Lehniner Platz u Berlinu gdje je predstava odigrana 13. i 14. lipnja 2013. godine, u sklopu kulturnog festivala Kreativna Hrvatska 2013., a povodom ulaska u EU. Tom prigodom je odigrana nova verzija predstave u kojoj su, uz ostale, igrali i Hrvojka Begović, Marko Cindrić, Mark Mrakovčić, Petra Predrag i Stjepan Jureković.  

## Autorski tim
Glume:
- Majka, Helga u garaži, Eutanazijska političarka: Ksenija Marinković
- Otac: Frano Mašković
- Biblija, Eutanazijski političar, Pogrebnik, Lokalni političar: Sreten Mokrović
- Patuljčica, Suzy, Lezba, Frau Müller, Pogrebnik: Barbara Prpić
- Baby Doll, Čočo San, Janis, Pogrebnik: Doris Šarić-Kukuljica
- Mišićava plavuša, Djevica Marija, Majka dječaka oboljelog od raka, Sofija: Nina Violić
- Binat: Vedran Živolić
- Svećenik, Krvnik, Cezar, Mate: Goran Bogdan
- Debeli anđeo, Magarac iz Nazareta, Pjevač, Eutanazijski političar, Dokoličar: Mladen Badovinac
- Dječak obolio od raka: Luka Barbić
- Kladioničar, Pjevač, Josip, Ženskasti mulat, Raul: Saša Antić
- Pogrebnik: Ognjen Pavlović

Režija i dramatizacija: Ivica Buljan

Scenografija: Slaven Tolj

Kostimografija: Ana Savić Gecan

Glazba: TBF

Oblikovanje svjetla: Milan Kovačević